# Unbreakable (canción de Alicia Keys)
«Unbreakable» (en español: «Irrompible») es un sencillo de la cantante estadounidense Alicia Keys, perteneciente a su álbum Unplugged del año 2005. Escrita por Keys, Kanye West y Harold Lilly, la pieza incluye un patrón rítmico en órgano Wurlitzer y está basada en un extracto de la canción «Intimate friends» que Eddie Kendricks popularizó en 1977.
Fue lanzada como el primer sencillo del álbum en 2005 y llegó a la posición treinta y cuatro de la lista Billboard Hot 100 de Estados Unidos. A pesar de no ubicarse en el Top 20 de esta lista y de no aparecer en el Top 40 de la lista Billboard Pop 100, la canción logró llegar al cuarto lugar de la lista Hot R&B/Hip-Hop Songs.
La letra de la canción menciona a célebres parejas afroamericanas, como Ike y Tina Turner, Bill y Camille Cosby, Oprah Winfrey y Stedman Graham, Florida y James Evans, Will y Jada Pinkett Smith, Kimora y Russel Simmons, y Joe y Katherine Jackson.
La pieza fue nominada por Mejor Interpretación Vocal Femenina de R&B y Mejor Canción de R&B en los Grammy del 2006. También ganó dos premios NAACP Image Award por Canción Destacada y Video Destacado.
«Unbreakable» fue escrita para el álbum The Diary of Alicia Keys, pero fue descartada. Al respecto, Keys declaró: «La canción fue siempre una de mis favoritas, pero no encajaba bien en mi segundo disco».